# Jean-François Legendre-Héral
Jean-François Legendre-Héral (Montpellier, 21 gennaio 1796 – Marcilly, 13 settembre 1851) è stato uno scultore francese.

## Biografia

### Primi anni
Suo bisnonno, Louis, fu un chirurgo importante delle guardie francesi e un cavaliere di San Luigi. Suo nonno, Marie-Louis François Xavier, fu un luogotenente comandante del castello d'If della città di Marsiglia. Suo padre Étienne-Louis, su consiglio e con il patrocinio di un parente stretto, Richard d'Aubignt, un amministratore degli ospedali di Parigi e direttore generale delle Poste, era entrato in quest'ultima amministrazione. Nominato a Montpellier, il 7 febbraio del 1792 sposò la figlia di uno dei suoi colleghi, Jeanne Falque. Da questo matrimonio nacquero tre figli. Il primogenito seguì la carriera di suo padre, poi la coppia ebbe una figlia e tre anni dopo Jean-François, il futuro scultore.
Divenuta vedova, sua madre sposò in seconde nozze il signor Héral, un musicista. La nuova famiglia si stabilì a Lione. Il signor Héral si comportò da vero padre e rilevò in Jean-François Legendre delle disposizioni artistiche che egli incoraggiò. Fu quest'ultimo che gli fece scoprire l'arte e gli permise di entrare alla scuola di disegno di Lione. Il giovane, sensibile a questa dedizione, aggiunse il nome del patrigno in segno di riconoscenza.
Nel 1810, Jean-François Legendre-Héral iniziò i propri studi artistici alla scuola speciale delle arti del disegno di Lione, la futura scuola di belle arti. Egli si fece notare in fretta per la sua intelligenza vivace, per la sua laboriosità, la sua applicazione e il suo carattere amichevole. Egli si orientò verso la scultura e poi divenne uno studente di Joseph Chinard. Alla morte di Chinard nel 1813, egli divenne uno studente di Joseph-Charles Marin (vincitore del gran premio di scultura del 1812).

### Carriera da scultore
Nel 1818, il suo maestro Marin di dimise. Insolitamente, il giovane che allora aveva 23 anni ed era appena uscito dalla scuola venne chiamato a prendere il posto del suo maestro. Venne nominato professore di scultura tramite un decreto reale emesso dal sindaco di Lione, il barone Rambaud, il primo luglio del 1818. Jean-Marie Bonnassieux e Hippolyte Flandrin furono dei suoi studenti.

L'anno seguente, Legendre-Héral espose a Parigi al Salone del Louvre del 1819 un Giovane lottatore che gli valse la medaglia d'oro. Tuttavia la critica non lo risparmiò e un salonnier del Moniteur universel si chiese se alcune parti non fossero state realizzate tramite dei calchi.

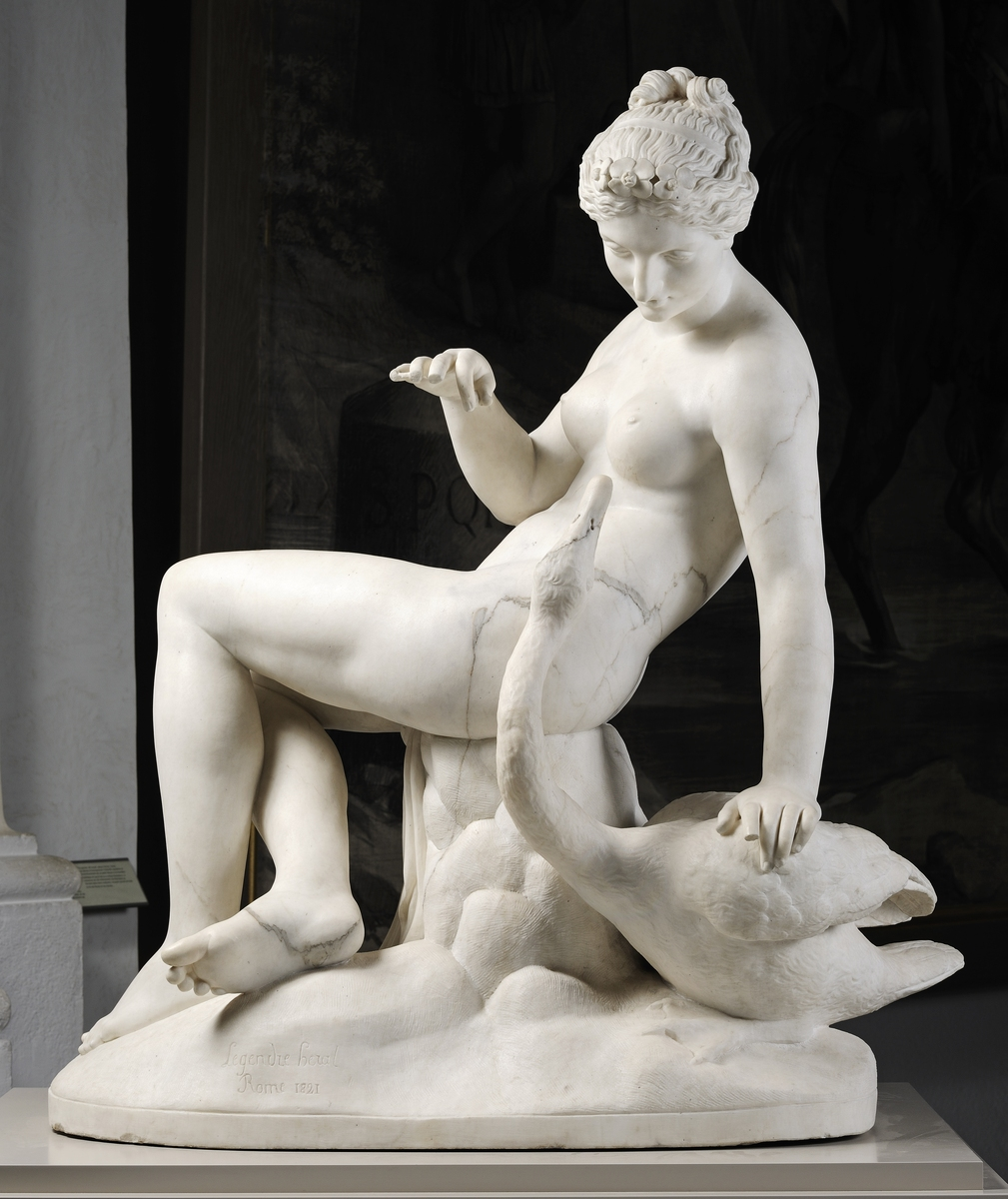
Leda e Giove (1823), marmo, museo di belle arti di Lione.

Il corso di scultura attirava difficilmente degli alunni per la mancanza della vendita di opere d'arte e per le applicazioni insufficienti di quest'arte nel campo dell'industria. Legendre-Héral chiese un permesso per recarsi a Parigi e a Roma così da perfezionare la propria arte. Il sindaco di Lione, il barone Rambaud, e il prefetto del Rodano, Lezay-Marnesia, ottennero il permesso dal duca Decazes, il ministro dell'interno, affinché Legendre-Héral potesse partire per due anni. Il viaggio avvenne a spese della città. In cambio, lo scultore si impegnò a insegnare per dieci anni e a realizzare due commissioni in marmo della città per il museo. Queste due opere furono la Leda e l'Euridice.  L'Euridice venne inviata al Salone del 1822 e il governo ne chiese una replica per il museo di Belle Arti di Bordeaux.
Al suo ritorno a Lione, Legendre-Héral sposò il 25 febbraio del 1824 una delle sue studentesse, Lucie Wable. Il pittore Pierre Révoil, all'epoca il direttore della scuola di belle arti e professore di pittura, fu uno dei testimoni dello sposo. Da questa unione nacquero tre bambini, due figlie (una delle quali morì a cinque anni) e un figlio.
Il 15 febbraio del 1825 egli si trovava a Parigi per discutere con la delegazione dell'Hérault per la realizzazione di una statua equestre di Luigi XIV per la città di Montpellier. Nello stesso anno, venne ammesso all'accademia di Lione nel corso di lettere e di belle arti. Nel 1828, egli si stabilì a nord del cours Charlemagne, sulla penisola di Perrache, di fronte all'armeria Maison Brumel. Da buontempone, invitò i suoi compagni a venire da lui. Oggi al posto di questa casa si trova la stazione di Lione-Perrache.
Suo figlio Charles sposò una statunitense e poi partì per gli Stati Uniti, dove divenne un generale durante la guerra di Secessione, poi un ambasciatore in Cina e in Giappone e infine un ministro. Egli fece da modello per suo padre, soprattutto per la statua di Giotto nel giardino del palazzo Saint-Pierre a Lione.

La città di Lione gli affidò delle commissioni importanti: l'Enrico IV (1829, frontone del municipio), la decorazione del palazzo di Giustizia (1847, timpano e fregio), San Giusto e Sant'Ireneo per la chiesa di San Giusto (1828), La Vergine e San Giovanni (1837, cattedrale di Lione) e varie tombe al cimitero di Loyasse.

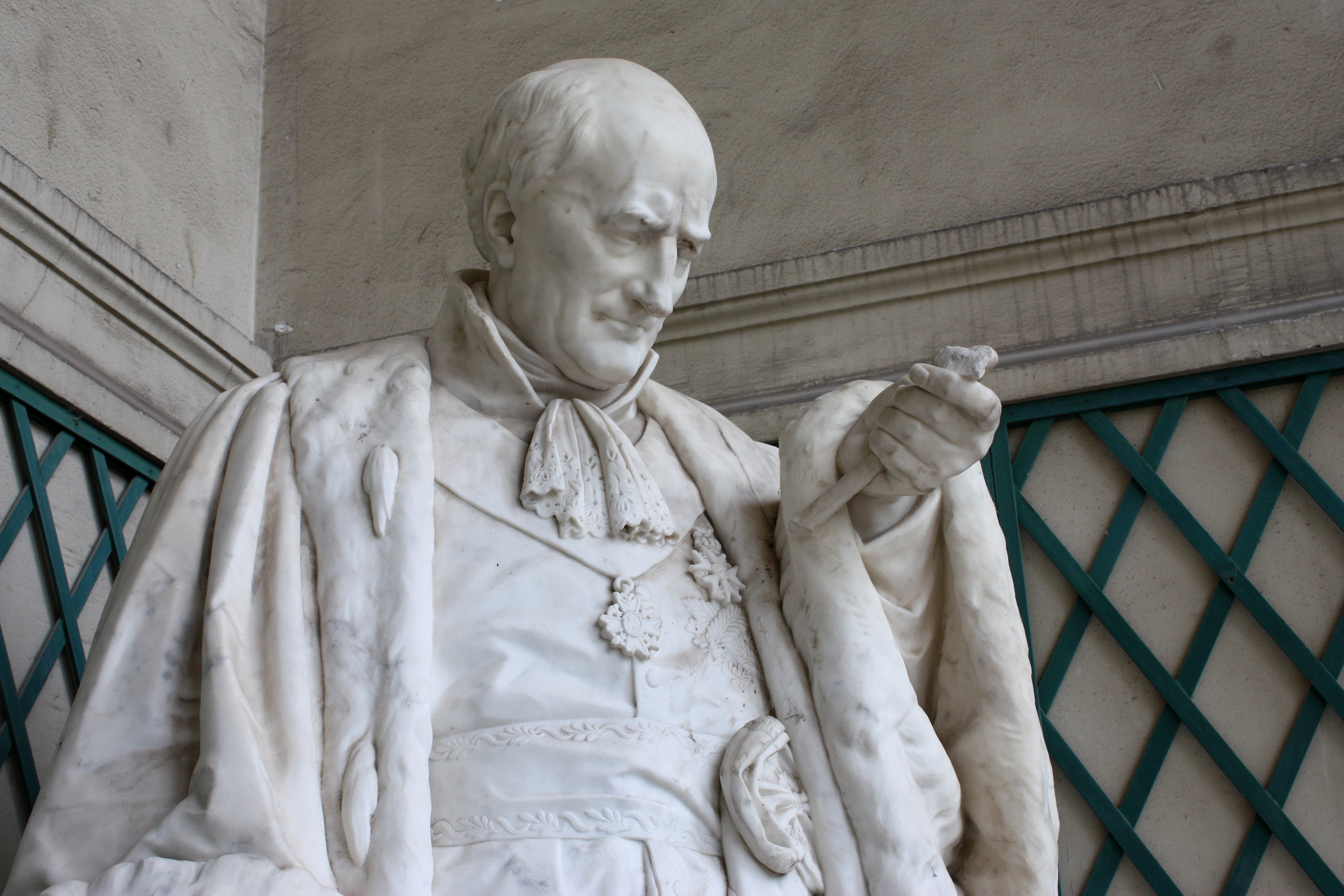
Antoine-Laurent de Jussieu (1842, dettaglio), Parigi, Jardin des Plantes.

Dopo aver lasciato l'insegnamento nel 1838, egli partì per Parigi nel 1839 e ottenne delle commissioni dallo stato: per la chiesa dei Santi Paolo e Luigi (San Paolo, 1845), per la chiesa di San Dionigi del Santo Sacramento, per l'École des Mines, per la reggia di Versailles (Achille de Halay, 1840) e per il giardino delle piante (Jussieu, 1841-1842). Venne apprezzato dalla famiglia d'Orléans.
Nel 1841, stabilitosi a Parigi, ricevette gratuitamente dal ministero delle belle arti un grande appartamento al palazzo dell'Istituto e degli studi all'île des Cygnes, al di là del pont de Grenelle. Lì realizzò le sue prime commissioni statali, come i ritratti di Laurant de Jussieu, Turgot e Granet. Intorno al 1843, un suo amico, il pittore François Marius Granet, gli commissionò dei medaglioni di Michelangelo e Raffaello per la sua casa, oltre al suo busto.
Il 30 aprile del 1846, sua figlia, che si era sposata di recente, morì dopo il parto all'età di 21 anni. Indebolito da una malattia del midollo spinale, egli si stabilì nel 1849 in una tenuta a Marcilly, che acquistò. Vi morì il 13 settembre del 1851.
Dopo la sua morte, il suo studente Louis Léopold Chambard diede gli ultimi tocchi al bassorilievo dell'École des mines e la testa che forma la chiave dell'archivolto della porta. La vedova morì il 10 maggio del 1878 nel palazzo dell'Istituto, dove Jean-Marie Bonnassieux e Hippolyte Flandrin, dei vecchi studenti di Legendre-Héral, avevano ottenuto dal governo il permesso affinché ella potesse passare lì i suoi ultimi giorni.

## Opere

### Disegni
- Cheval, disegno a matita, ubicazione sconosciuta.
- Jésus-Christ, disegno a matita, ubicazione sconosciuta.

### Stampe
- 1844, Busto di Madame de Wable, née de Meuse, suocera dell'artista. Acquaforte, ubicazione sconosciuta.

### Sculture
- Aix-en-Provence, museo Granet:

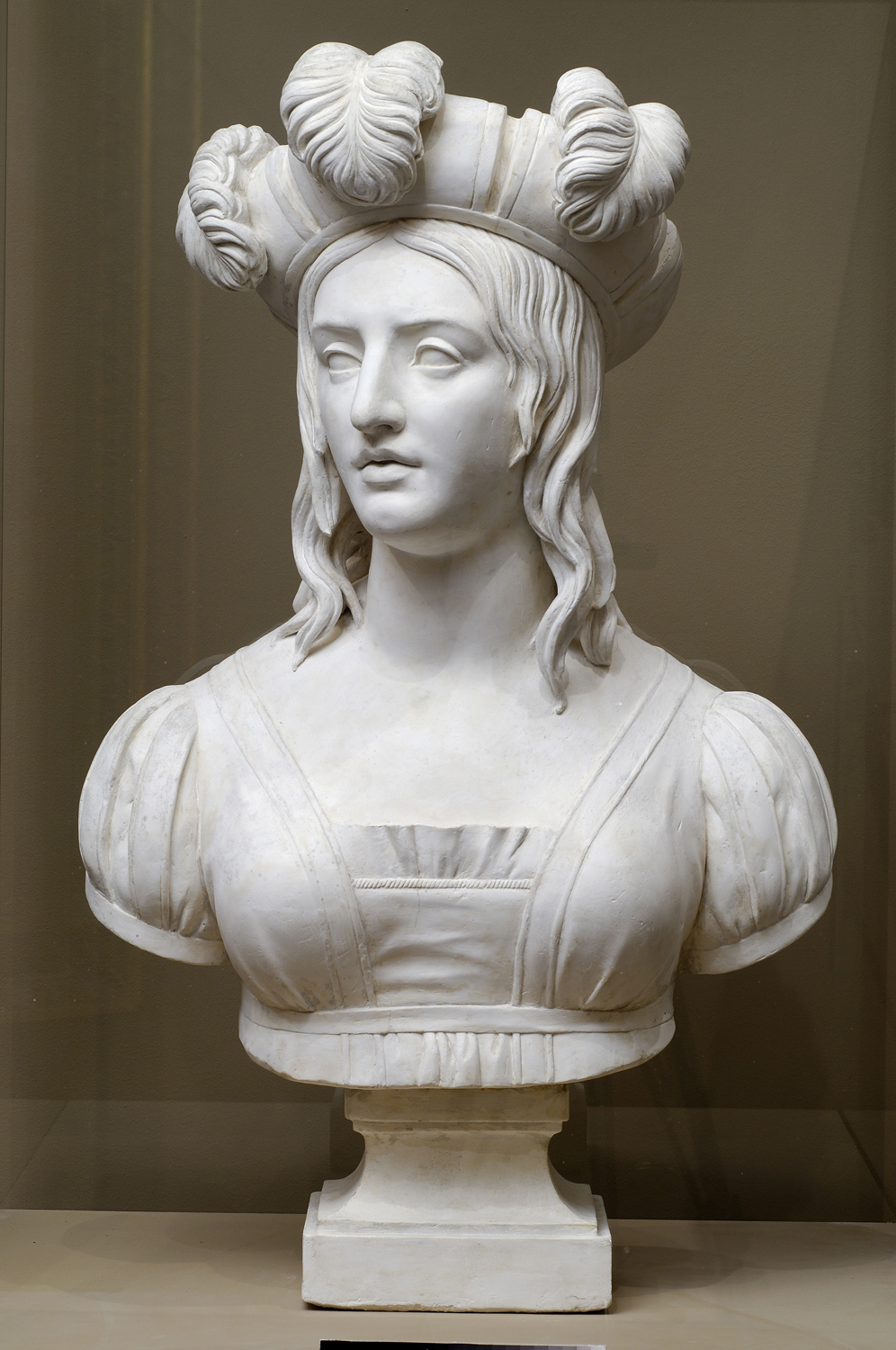
Jeanne d'Arc (1826), gesso, museo di belle arti di Lione.

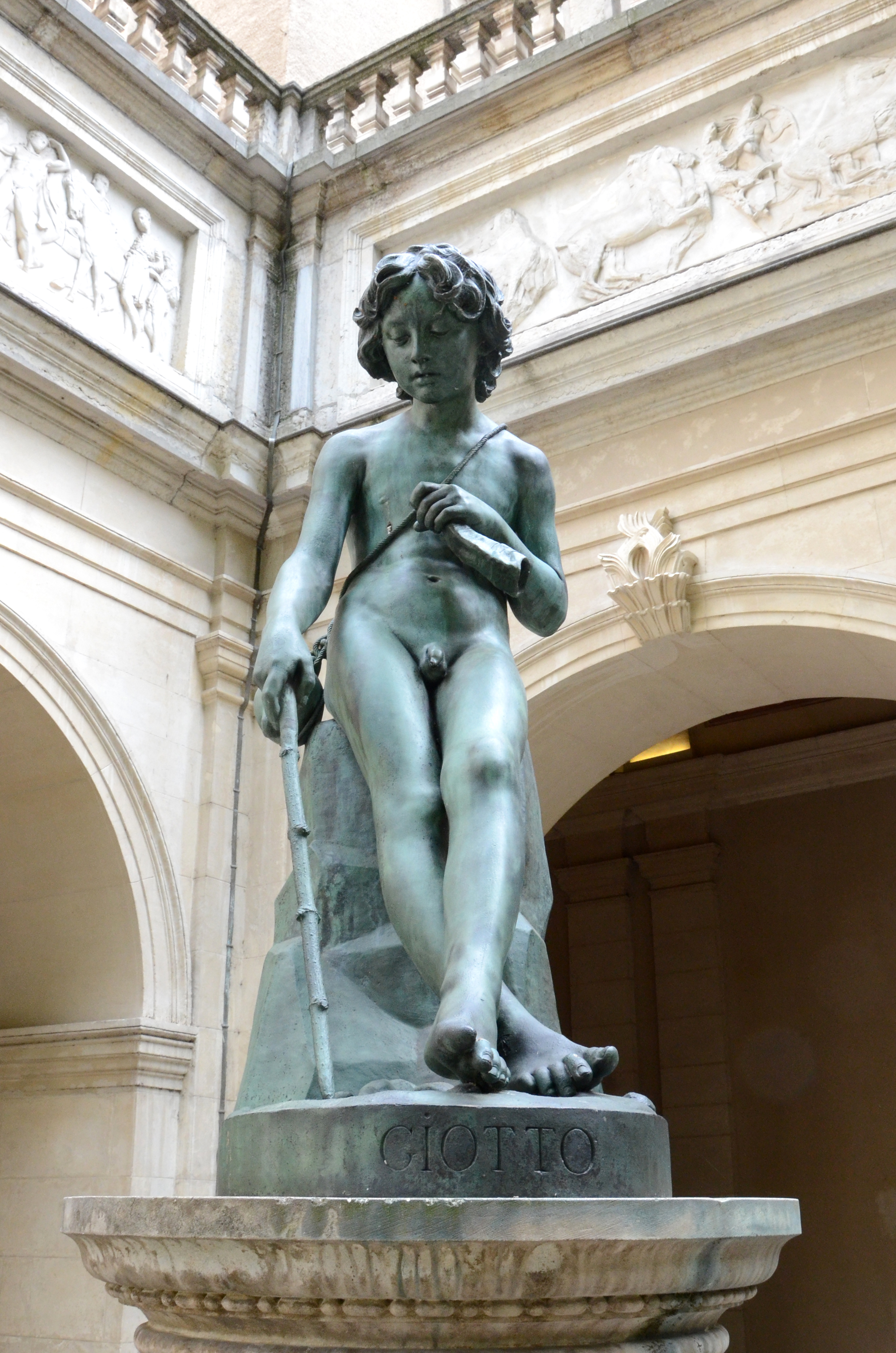
Giotto enfant dessinant une tête de bélier (1842), bronzo, museo di belle arti di Lione.

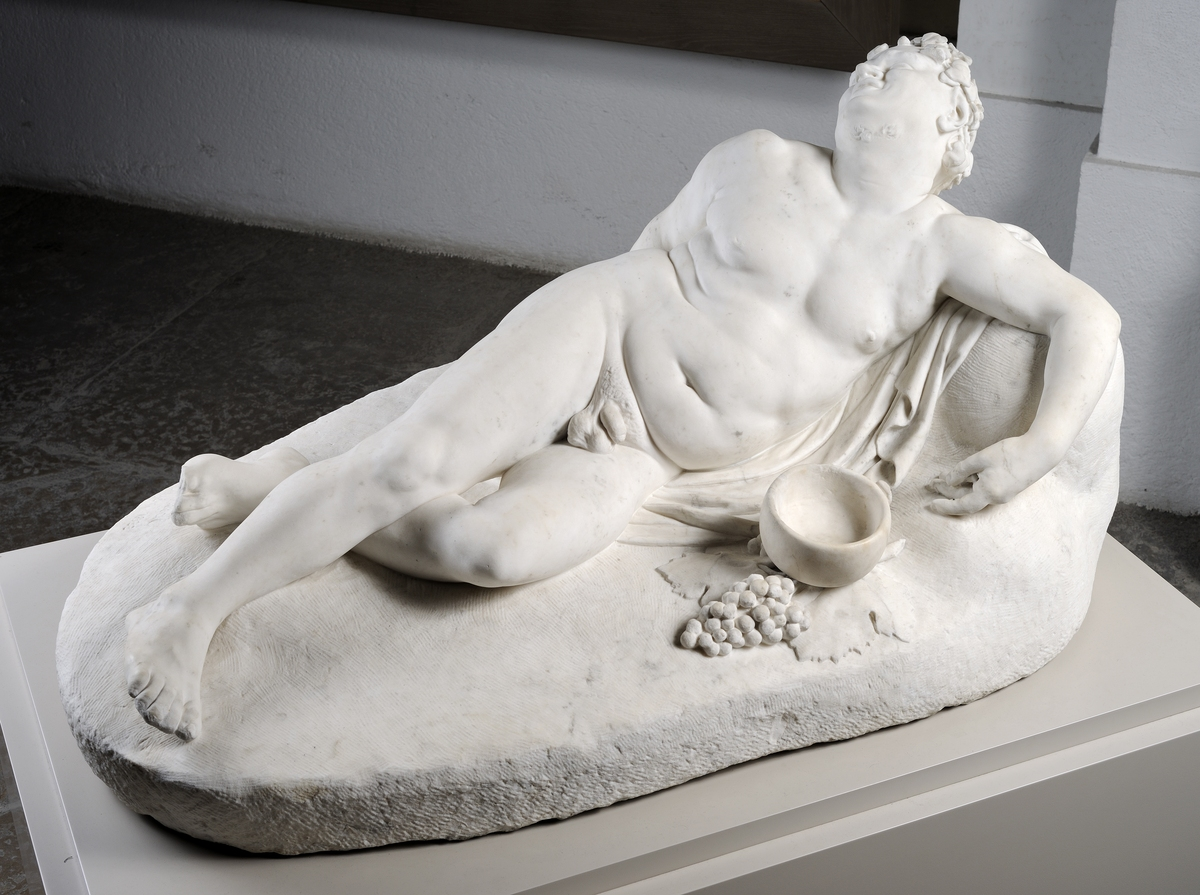
Silène ivre (1831), marmo, museo di belle arti di Lione.

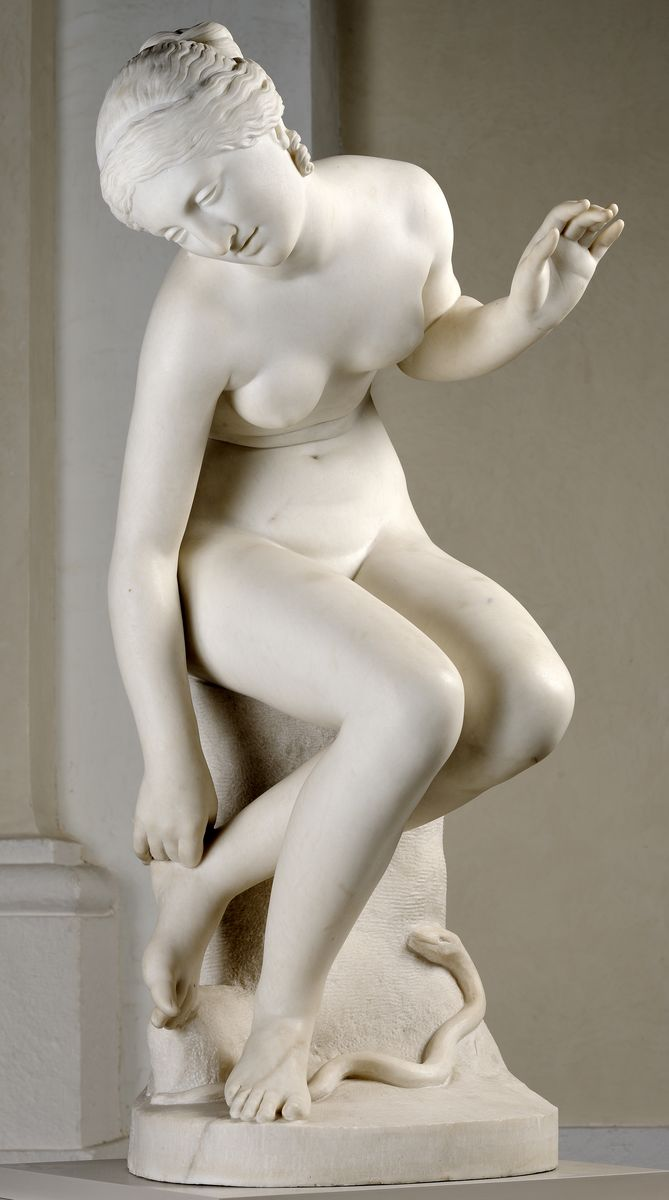
Euridice ferita dal serpente (1821), marmo, museo di belle arti di Lione.

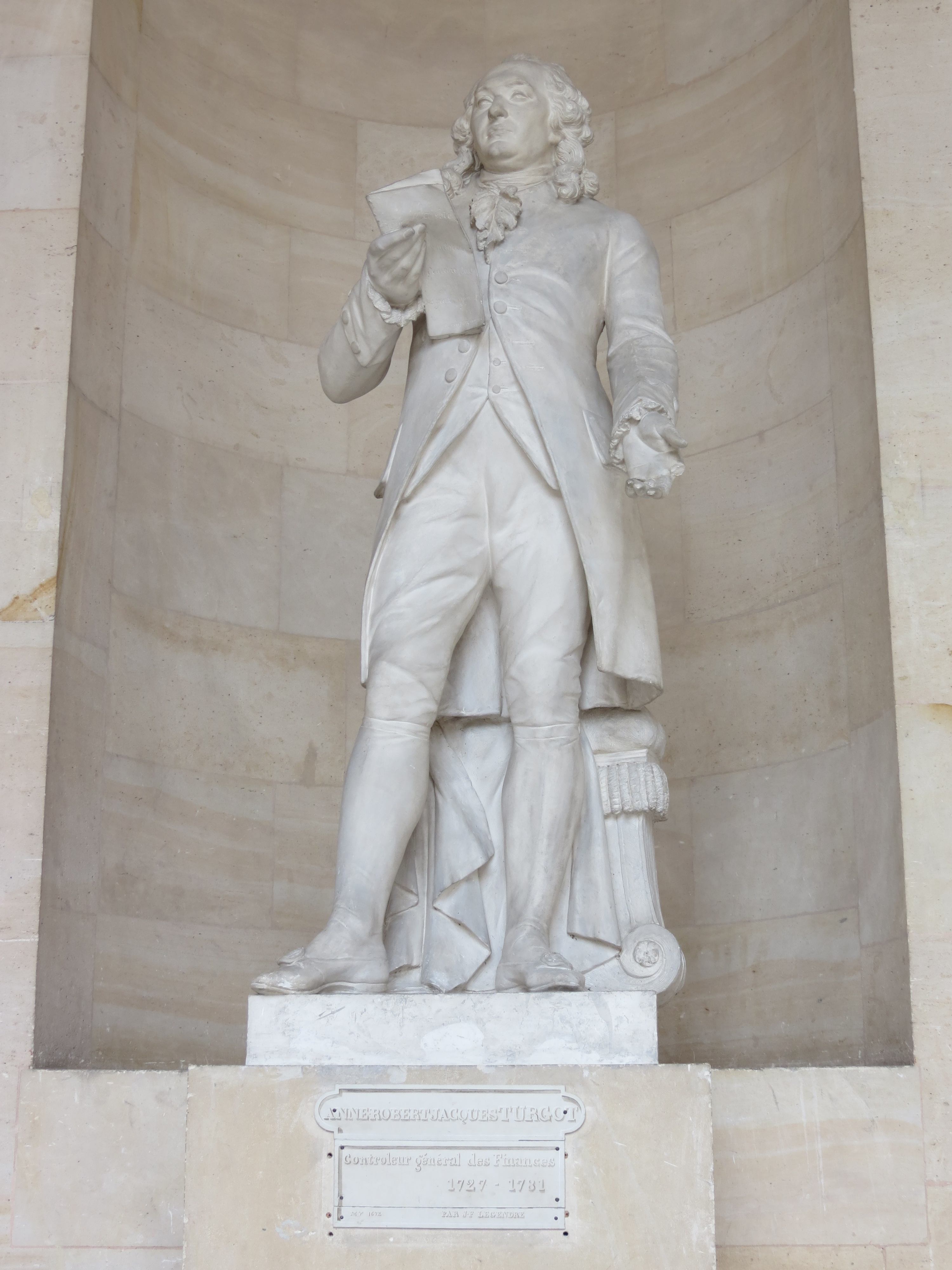
Anne Robert Jacques Turgot, gesso, reggia di Versailles.

  - Michel-Ange e Raphaël, 1843, medaglioni commissionati da François Marius Granet;
  - Busto di François Marius Granet, esposto al Salone degli artisti francesi del 1843;
  - François Marius Granet, marmo.
- Blois, museo di belle arti: Jeanne d'Arc, 1820, busto.
- Bordeaux, musée des Beaux-Arts: Euridice ferita dal serpente, 1831, marmo, replica della statua del 1821.[6]
- Bourg-en-Bresse:
  - chiesa di Nostra Signora:
    - Apostoli, 1825, bassorilievi rettangolari in gesso destinati alla decorazione dell'altare maggiore;
    - Apostolo, 1825, lastre rettangolari in gesso, con la parte superiore a forma di semicerchio;
    - Le Christ et les douze apôtres, 1825, insieme di statuette dell'altare maggiore dell'antico grande seminario di Brou, progettato e commissionato da monsignor Devie. L'altare in marmo venato color grigio chiaro è di forma rettangolare.
- Douai, museo della Certosa: Giotto dessinant sur le sable, 1842, gesso.
- Grenoble, museo di Grenoble: Silène, 1833, marmo.[13]
- Lione:
  - camera di commercio e d'industria: Busto di Pierre Poivre, 1836, marmo.
  - cattedrale primaziale dei Santi Giovanni Battista e Stefano:
    - La Vergine e San Giovanni, 1837;
    - Saint Jean le Précurseur et les Évangélistes, 1838, cinque bassorilievi in marmo che decorano i pannelli del pulpito. Al centro c'è il precursore e sulle altre facce gli evangelisti senza alcuni simboli che li possano caratterizzare, e che si riconoscono dai monogrammi posti ai loro lati.

  - chiesa di San Paolo: Quattro evangelisti, 1830, quattro sculture, scomparse durante il restauro della chiesa nel 1901.
  - chiesa di Sant'Ireneo:
    - San Giovanni e San Paolo, 1828, cappella della navata laterale inferiore;
    - San Giusto e Sant'Ireneo, 1828;[10]
    - Martirio di Sant'Ireneo, 1828.

  - cimitero di Loyasse:
    - Giovane donna che orna la tomba della famiglia Monnier, 1827. Statua di marmo di grandezza minore del vero. La giovane in piedi stringe una croce al petto con la mano destra e due boccioli di fiori con la mano sinistra che cade. Sulla tomba si legge l'iscrizione "In memoria di Adelaïde Monnier, nata Grillet, deceduta il 3 marzo del 1826 all'età di 46 anni";
    - Angelo che piange, 1835. Sovrasta la tomba di Antoine Pinet, morto a 4 anni.

  - hôpital de la Charité: La Charité, 1827, bassorilievo.[14]
  - Hôtel-Dieu:
    - Busto di Marc-Antoine Petit, 1825;
    - Busto di André Claude Dussaussoy, 1835, marmo, sala della grande cupola.

  - municipio:
    - Enrico IV, 1829. La testa in pietra calcarea di quest'opera, rovinata dall'inquinamento, venne sostituita da un calco dopo il restauro del 1985. L'originale si trova ai musei Gadagne di Lione;
    - Busto di Luigi Filippo I, duca d'Orléans, re di Francia, 1830, gesso del quale l'artista propose di farne eseguire delle copie come commissioni secondo una lettera del 27 settembre del 1830 destinata al prefetto.

  - museo di belle arti:
    - Jeanne d'Arc, 1826, busto, gesso.[15]
    - Leda e Giove, 1821, statua in marmo;
    - Euridice ferita dal serpente, 1821;
    - Leda e Giove, 1824, gesso;
    - Busto di François Grognard (1748-1823), mercante di seta lionese, benefattore del museo, 1825. Busto in marmo e un esemplare in gesso;[16]
    - Busto di Nicolas-Marie-Jean-Claude Fay de Sathonay (1762-1812), conte di Sathonay, sindaco di Lione, 1826, marmo commissionato dalla città di Lione per il municipio;
    - Louis Philippe, busto in gesso, 1930;
    - Busto del dottore Ennemond Eynard come Hermés, 1832, marmo;
    - Silène ivre, 1833, replica di marmo;[17]
    - Busto di Bernard de Jussieu, 1834, marmo;
    - Busto di Bernard de Jussieu, 1835, gesso, Salone degli artisti francesi del 1835;
    - Busto di Nicolas Coustou, 1836, marmo;[18]
    - Busto di Philibert de l'Orme o Delorme, 1836, marmo, copia del busto del 1824;
    - Busto di Claude Camille Pierre Étienne Pernon (1753-1808), industriale e giurista lionese, che contribuì alla fondazione del museo, 1836, marmo;
    - Jean-Emmanuel Gilibert, 1837, gesso;
    - Giotto enfant, dessinant sur le sable, 1838, gesso, Salone degli artisti francesi;
    - Minerva, 1840, marmo;[17]
    - Busto di Claude-François Ménestrier, 1840, marmo;[19]
    - Giotto enfant dessinant sur le sable, 1842, bronzo, giardino del palazzo Saint-Pierre;[20]
    - Anne Robert Jacques Turgot, controllore generale delle finanze del re Luigi XVI, 1843, marmo;
    - Ritratto del prefetto Lezay Marnesia come Hermès, busto in gesso;[21]
    - Ferdinando Filippo d'Orléans, busto in gesso, 1844.
      - opere scomparse, distrutte durante i restauri delle gallerie del palazzo di belle arti lionese:
        - La mort d'Epaminondas, 1813, gesso, bassorilievo;
        - L'Amour endormi, 1813, gesso, esposto al Louvre en 1817;
        - Narcisse se mirant, 1815, gesso, esposto al Louvre en 1817;
        - Hébé, 1815, gesso, esposto al Salone del Louvre en 1817.

  - palazzo di Giustizia: La Ville de Lyon accueille les Arts, le Commerce, l'Industrie et l'Agriculture, 1847, bassorilievo, entrata, sala dei passi persi (muro est).
- Montpellier:
  - facoltà di medicina: Busto di Paul-Joseph Barthez (1734-1806), dottore in medicina, 1826.
  - museo Fabre:
    - Busto di Pierre Puget, 1835, marmo, Salone degli artisti francesi del 1835;
    - Giotto enfant dessinant sur le sable, 1841, marmo, Salone degli artisti francesi del 1841.
- Parigi:
  - chiesa di San Dionigi del Santo Sacramento: San Pietro, 1849.
  - École nationale supérieure des mines: frontone, 1849-1850, gesso. Realizzato in pietra dal modello del suo studente Louis Léopold Chambard.
  - Istituto di Francia: Busto di François Marius Granet, 1849-1850, marmo.
  - Jardin des Plantes:
    - 1837, Étienne Geoffroy Saint-Hilaire, naturalista, professore di storia naturale al Museo, creatore del serraglio del Jardin des Plantes. Busto in gesso, alto 52 centimetri, esposto al Salone di Parigi del 1838. Conservato nella sala dell'assemblea dei professori. Ripetizione dello stesso busto in gesso patinato al Jardin des Plantes nelle vecchie gallerie di zoologia, al primo piano, nela sala degli Uccelli o dell'Orologio;[22]
    - Antoine-Laurent de Jussieu, Salone del 1842.

  - museo del Louvre:
    - Busto di Flandrin, padre di Hippolyte Flandrin, 1837, marmo;
    - Eugénie Legendre-Héral, medaglione in terracotta. Ella sposò suo zio Joseph Wable (1811-1874).

  - Museo nazionale di storia naturale: Busto di André Marie Constant Duméril, 1837.
- Pont-de-Vaux, museo Chintreuil: Generale Barthélémy Joubert, 1832.
- Reims, museo di belle arti: Colbert, 1844, modello in terracotta di circa 30 centimetri d'altezza, progetto non realizzato di una statua per la sua città natale, Reims. Colbert è in piedi, con la testa scoperta, con gli abiti dell'epoca su un piccolo zoccolo di legno sul quale c'è scritto "dono dell'accademia remense nel 1854".
- Saint-Cloud, castello di Saint-Cloud:
  - Psyché ou l’Éveil de l’âme, 1842, ritrae una giovane donna seduta che prova ad afferrare una farfalla appoggiata sul suo ginocchio. Il gesso fu esposto al Salone di Parigi del 1841 e alla Società degli amici delle arti di Lione nel 1847, il marmo al Salone annuale di Parigi nel 1844. La statua fu poi posta nel museo del Louvre e poi al castello di Saint-Cloud, dove scomparve durante la guerra del 1870-1871;
  - L'Éveil de l'âme, Salone del 1844, distrutto nell'incendio del 1871.
- Versailles, reggia di Versailles: Jean Armand de Maillé-Brézé, 1838, gesso.
- Vourles: Claude Le Coffre, medaglione in bronzo.